# Гарц (Риген)
Гарц (њем. Garz/Rügen) град је у њемачкој савезној држави Мекленбург-Западна Померанија. Једно је од 42 општинска средишта округа Риген. Према процјени из 2010. у граду је живјело 2.453 становника. Посједује регионалну шифру (AGS) 13061011.

## Географски и демографски подаци
Гарц се налази у савезној држави Мекленбург-Западна Померанија у округу Риген. Град се налази на надморској висини од 15 метара. Површина општине износи 65,4 km². У самом граду је, према процјени из 2010. године, живјело 2.453 становника. Просјечна густина становништва износи 37 становника/km².